# Creative Brief
Ein Creative Brief (deutsch Kreativbriefing) ist ein Dokument, das von Kreativprofis und Agenturen zur Entwicklung kreativer Ergebnisse verwendet wird: visuelles Design, Text, Werbung, Websites usw. Das Dokument wird normalerweise vom Antragsteller oder Kunden (in den meisten Fällen einem Mitglied des Marketingteams) entwickelt und vom Kreativteam aus Designern, Textern und Projektmanagern bearbeitet. In einigen Fällen muss der kreative Auftrag des Projekts möglicherweise vor Beginn der Arbeiten vom Kreativdirektor genehmigt werden.

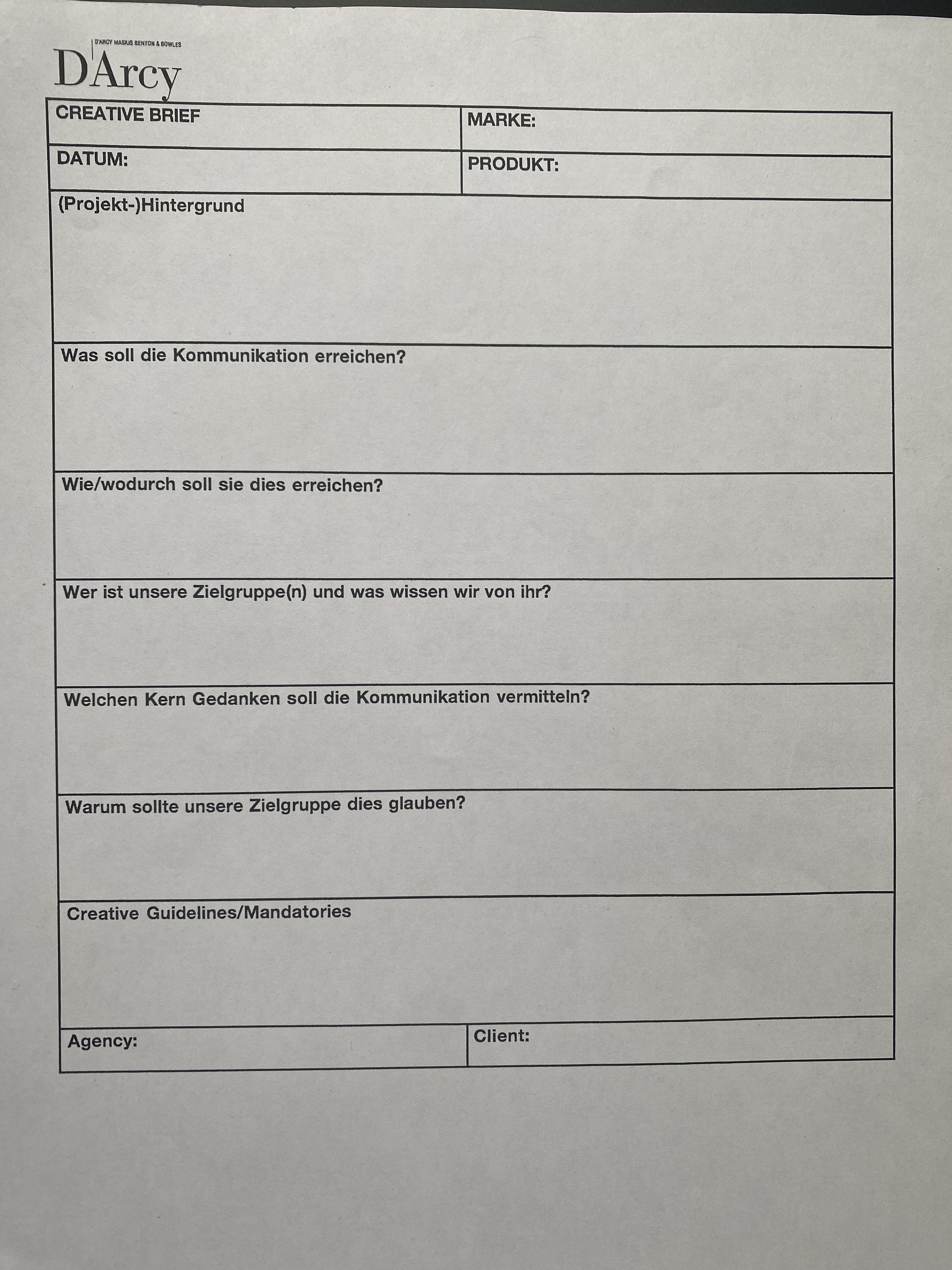
Creative Brief

## Beschreibung
In Werbeagenturen werden Creative Briefs verfasst, nachdem der Kunde die Agentur gebrieft hat (Kundenbriefing). Nach Erhalt des Kundenbriefings ist der Account Manager dafür verantwortlich, die Daten zu ordnen, um ein kreatives Briefing zu erstellen (ggf. in Zusammenarbeit mit dem Creative Director).
Der Creative Brief, der aus einer Reihe einfacher Fragen besteht, die vom Kreativteam gestellt und vom Kunden beantwortet werden, wird zur Vorlage für die kreative Umsetzung. Während sich das Motiv weiterentwickelt, besteht möglicherweise die Möglichkeit, dass es aus der Bahn gerät. In diesem Fall können die Teammitglieder auf dieses gemeinsam vereinbarte Dokument zurückgreifen, um zu sehen, wo die Abweichung begann. In einer Werbeagentur liegt es in der Regel in der Verantwortung des Account Managers, sicherzustellen, dass die kreative Umsetzung „on the Brief“ (etwa: im Sinne des Briefings) erfolgt. Verfasst die Agentur den Brief selbst, wird er vom Kunden gegengezeichnet. Autor dieser Briefings sind in größeren Agenturen Creative Planner oder Strategische Planer.
Kreativbriefings gibt es in vielen Varianten und sind in der Regel auf die Agentur oder Gruppe zugeschnitten, die das kreative Ergebnis entwickelt. Sie wissen, welche Fragen (und Antworten) für sie von größter Bedeutung sind, um eine qualitativ hochwertige kreative Umsetzung zu liefern.
In der Vergangenheit wurden kreative Briefings redigiert und enthielten Grafiken, Diagramme, Zeitungsausschnitte oder Illustrationen und Fotos. Mit dem Aufkommen von Computern gingen immer mehr Agenturen zu digitalen Briefings über und nutzten Texteditoren, Präsentationssoftware und digitale Designtools für die Gestaltung und Produktion der Briefings. Kollaborative Software ermöglichte es Kreativteams, online mit ihren Kunden und anderen am Briefing beteiligten Spezialisten zusammenzuarbeiten.
Die genaue Art eines Creative Briefs ist von Unternehmen zu Unternehmen unterschiedlich, ganz gleich, welchen Inhalt ein typisches kreatives Briefing haben mag. Häufige Inhalte sind:
- Hintergrund – Was ist der Hintergrund des Projekts? Warum wird es gemacht?
- Zielgruppe – was denken sie bereits über dieses Thema? Gibt es etwas, das vermieden werden sollte?
- Profil des typischen Benutzers oder Verbrauchers
- Key Insights (etwa: wichtige Erkenntnisse) – was über die Einstellung des Marktes zum Unternehmen, zur Marke oder zum Produkt bekannt ist.
- Ziele – was soll erreicht werden? Wie wird dieser gemessen und der Erfolg verstanden?
- Single Message (etwa: Einzelbotschaft) – was ist das Einzige, was man dem Publikum sagen will? Was ist das Einzige, woran sie sich bei dem Angebot erinnern sollten?
- Reason to believe (etwa: Argumente) Wie werden sie glauben, was wir sagen?
- Gewünschtes Kundenverhalten? (z. B. testen, kaufen, empfehlen)
- Tone of Voice (deutsch: Tonfall) z. B. ernst, unbeschwert, humorvoll
- Obligatorische Elemente – obligatorische Elemente wie das Logo, die Adresse, die Telefonnummer usw. des Kunden.
- Ergebnisse – was soll verwendet werden, um dem Publikum die Botschaft zu vermitteln? Was ist der beste Weg oder Ort, um dieses Publikum zu erreichen?
- Zeitplan – wie schnell ist dies erforderlich? Wann ist mit der Fertigstellung zu rechnen? Wie viele Runden (Überarbeitungen) wird dieses Projekt durchlaufen?
- Budget – wie viel kann für die Entwicklung ausgegeben werden? Ist für die Veröffentlichung bzw. den Flight des Creatives ein Budget erforderlich?
- Genehmigungen – wer muss schon das „Okay“ geben?

Ein kreatives Briefing muss richtungsweisend und inspirierend sein. Richtungselemente beziehen sich auf Marketingelemente (Zielmarkt, Ziele, Botschaft usw.) und inspirierende Elemente beziehen sich auf den Tonfall und das Gefühl der Werbung.